# アグネス仮面
『アグネス仮面』（アグネスかめん）は、ヒラマツ・ミノルによる日本の漫画。『ビッグコミックスピリッツ』（小学館）に2001年第26号から2006年第31号まで連載された。単行本は全8巻（小学館ビッグコミックス）。

## あらすじ
プロレスが現在ほどビジネスライクではなく、いい加減で、テキトーで、大雑把でおおらかで、誰もが真剣だった時代。メキシコとアメリカでの5年間の武者修行から帰ってきたプロレスラー山本仁吾は、帰国早々、所属していた団体「大和プロレス」が潰れていたことを知らされる。原因であるライバル団体「帝日プロレス」に敵討ちとして乗り込むが、社長マーベラス虎嶋の力に歯が立たず、卍固めでガッチリロックされたまま、無理矢理マスクを被せられてしまい、アグネス仮面として帝日に取り込まれてしまう。

## 構成
プロレスを題材にした格闘漫画。冒頭の語りに「いい加減で」と煽りがあるとおり、登場人物がどこか皆いい加減な性格で、それ故に破天荒な展開が繰り広げられる。
2002年10月27日に日本武道館で行われた全日本プロレスの興行で、アグネス仮面に扮したレスラーが登場。対戦相手はケンドー・カシン。

## 評価
吉田豪は朝日新聞の書評で、本作は「ショーでも真剣勝負でもない、身体＆意地をとことん張ったプロレスのリアリティ」を描いており、「最近のプロレスを見るよりずっと面白い」と評した。また吉田は、作中のマーベラス虎嶋のモデルがアントニオ猪木であると指摘し、「強さとズルさといい加減さが同居した」虎嶋のキャラクター造形を高く評価している。
プロレスリング・ノアの三沢光晴も単行本1巻の帯で「プロレスラーのメンタル面が描かれている」と評価している。

## 登場人物
山本仁吾（やまもとじんご）／アグネス仮面
大和プロレス所属のレスラー。団体復興のため帝日に乗り込むが、虎嶋に敗れた上に、無理矢理マスクを着けられて帝日の覆面レスラーにされてしまう。しかも当初予定していた名前「アマゾン仮面」を虎嶋が言い間違えて「アグネス仮面」と公表し、そのまま定着したというデタラメぶりだった。帝日では「道場破り対策本部」の係長に任命されたので、周りからは係長と呼ばれる。
5年間、アメリカやメキシコのマットでヒールとして武者修行に出ていた。そのため、打・投・極全てにおいて高い水準に纏まった優秀なレスラーに仕上がっている。またプロレスラーとしての試合の組み立てもしっかりと意識している。
実は武者修行に出されていたのは、レスラーとして見込みが無いと判断され、海外の厳しいマット界に出せば自分からやめるだろうと思われたからなのだが、本人は全く気付いていない。
虎嶋とは3度戦うが3度とも敗北、3度目の対戦の時にようやく一矢報いただけに留まる。その虎嶋からは高く評価されているが、本人は虎嶋のいい加減な性格に終始振り回されていた。
物語終盤に安藤夫人が大和プロレスを復興させた時は、理想と違うとして帝日に留まることを選択、結果として大和とは完全に袂を分かつこととなる。必殺技はジャーマンスープレックス。
マーベラス・虎嶋（マーベラス・とらじま）
帝日プロレス創設者にして社長。かつては「リングの鬼神」と呼ばれた伝説のレスラー。無計画な行動で周りを振り回す。普段はいい加減な性格だが、一度戦闘スタイルに入ると、ブランクを感じさせない圧倒的な強さを見せ付ける。構えるだけで周囲の空気の流れを変えてしまう程の圧力を持ち、作中でも間違いなく最強のレスラー。卍固めが必殺技だが、ボディスラムの一撃でマチルダを失神K.O.させてしまったこともある。帝日を創設する以前は大和プロレスに所属していたが、恩師である力皇丸が死亡した事件の責任を取らされる形で大和を追放された過去がある。
山本の能力を高く評価しており、「帝日のトップに立て」と言い続ける。
パグ・阿久津（パグ・あくつ）
元大和プロレス、山本の先輩。現在は帝日プロレスで、虎嶋の忠実な付け人。アグネス仮面の正体を知る数少ない一人。現役時代は、関節技の鬼と言われた。
町田清（まちだきよし）／マチルダ仮面
帝日プロレス所属。元序二段力士。自信喪失から退団を考えたが、虎嶋の説得（扇動）により、アグネスの弟・マチルダ仮面として再出発を図る。
勘違い癖が強く、自分の実力を見誤ってアグネスに怒られることもしばしばある。
二重関節の持ち主で、関節をはずされたとしてもすぐに修復できるという特異体質だが、頭部への絞め技には徹底的に弱い。
得意技は相撲仕込みの（蚊の刺すような）ツッパリと、キックボクサーにも勝るとも劣らない強烈な蹴り技。
臆病な性格だが一度キレると凄まじい強さを発揮し、尾崎・吉井組との対戦では吉井を完膚無きまでに叩き潰した。
ロイヤル金村
帝日プロレス所属。虎嶋の一番弟子。WWGPヘビー級チャンピオン。団体のエースとしてカリスマ性を大いに持っている。
現役選手の中では圧倒的強さを誇り、帝日プロレスの絶対王者となっている。
相手の攻撃を受けきった上で、必殺技を出して倒すことを信条とする根っからのプロレスラー。
虎嶋と共に帝日プロレスをゼロから作り上げ、虎嶋の「強くなれ」という言葉を支えに身体を鍛え上げてリングに上がり続けた。必殺技は不明だが、馬渕をアルゼンチンバックブリーカーで失神K.O.させている。
WWGPのベルトを賭けて、2代目ジャイアント安藤と対戦。セメント・マッチを挑み圧倒するも、潰す寸前で安藤を蘇生させ、お互いの技を受け合うプロレスを教え込もうとする。しかし安藤の未熟な技により首から落下し敗北、再起不能となってしまう。
馬渕猛
帝日プロレス所属。若手の成長株でナルシスト。打倒・金村の野望をもつ。アグネス仮面デビュー戦の相手。
海外で王座を奪取して帰国し、ロイヤル金村にも「帝日でも3本の指に入る」と認められている程の実力の持ち主。
しかし、必殺技を出すタイミングがおかしい、虎嶋直伝の卍固めも中途半端、パイプ椅子での殴打も横から殴りつけるなど、プロレスラーとしての基本がどこか未発達な部分が見られる。必殺技はやたら長い名前を付けたムーンサルトプレスだが、作中で決まったことは一度も無い。
ジャイアント安藤
故人。大和プロレスの社長で、虎嶋とは同期の桜。山本の才能をいち早く見つけキツイ練習、海外修行をさせた……と思われる。「必殺技を出すまで倒れるな」「迷ったら懐に飛び込め」を信条としており、死してもなお山本や尾崎に影響を与え続けている。ジャイアントのリングネームらしく、遺影までもジャイアントだった。必殺技はジャイアントボム。
安藤夫人
大和プロレス社長であるジャイアント安藤夫人。帝日プロレス・虎嶋に深い恨みを抱いている。
虎嶋に勝るとも劣らずの自分勝手な性格で、夫亡き後の大和プロレスを崩壊に導いた張本人。ただし、大和が崩壊した直接の原因は尾崎の策謀によるもので、ある意味、彼女も被害者とも言える。
息子の和清を看板にして大和を復興させた後は、マディソン・スクエア・ガーデンにおける和清のデビューを成功させるなど、経営者・マネジャーとして辣腕を振るっている。
コンドル尾崎
元・大和プロレス所属。突如、帝日に乱入し大和プロレス再復興を掲げたヒールレスラー。
反則をするにしても対戦相手に大きな怪我などはさせないなど、プロレスラーとしての実力は、敵である帝日のベテランレスラーも認めるほど。アグネス仮面との試合では、最高にかみ合ったプロレスを展開して、敵地にもかかわらず会場を沸かせるなど、実はかなりの実力者。背中には大和プロレスが潰れた後の苦労を物語る無数の傷跡が付いており、その姿には誰も反論出来なかった。
体格は並で、顔がベビーフェイス向きでなかった故に常にヒールをやらされていたことから、美形である山本の顔に嫉妬心を抱き、稽古中によく虐めていた。
鬱屈した感情を歪んだ行動で発散する一方で、現在の山本の実力を見抜いて一目置いているなど、複雑な心情の持ち主。
大和プロレスが復興してからは2代目ジャイアント安藤のセコンドを勤めている。
吉井耕造／ジャイアント吉井／スモール吉井
元・大和プロレス所属。尾崎と同盟を組んだ長身レスラー、無口だが尾崎以上に野望が大きく下劣。
尾崎が大体の場を仕切っているので、いまいち目立たない存在だが、行動の一つ一つがダイナミックで豪快。
ジャイアント吉井というリングネームは虎嶋に唆されて勝手に名乗った名前。その為、和清に叩き潰されてスモール吉井に強制的に改名させられた。
マイケル・ジャクソン
空手団体天地拳師範代。最強を目指して来日し天地拳に入門した外国人。
自信の空手の能力はかなりのもので、熊を素手で倒すなどの実績がある。
敬虔なクリスチャンで、純粋な性格の持ち主。天地拳を最強の武術と信じてやまず、総帥に半ば騙されながらも日々熱心に鍛練している。
アグネスと日本武道館で対戦する予定だったが、試合前日にアグネスと諍いを起こして意識不明の重体となり、試合はおじゃんになってしまう。
天地拳総帥
空手団体天地拳総帥。プロレス、そして虎嶋に対し因縁を持つ。いかなる場合でも、うすら笑いを浮かべた顔は崩さない。
数々の猛獣を倒してきたという過去を持つが、真偽は定かではない。
安藤和清
ジャイアント安藤の遺児。父親譲りの規格外の体格とパワーを持つ。
プロレスに関しての知識はゼロに近く、性格も非常に子供っぽい。
子供故の残虐性と、並はずれたパワーで誰の手にも負えない非常に危険な存在。唯一、安藤夫人にのみ絶対服従する。
虎嶋夫人の企画に乗じてマット界にデビューし、2代目ジャイアント安藤を名乗る。
失敗技で金村を再起不能にしてWWGPのベルトを奪い取り、その後は海外遠征を行うなど、大和プロレスの看板として活躍する。レスラーとしての自覚は薄いが、父のリングネームであるジャイアントの名を誇りにしており、勝手に名乗った吉井を叩きのめしている。また、「誰もジャイアントを投げてはならない」を信条としている。が、最終話でアグネスのジャーマンスープレックスを食らってリングに沈んだ。
虎嶋夫人
虎嶋不在に帝日の一日社長に就任を宣言、翌日以降も一日社長の座に就く。プロレス業界には全くの無知のためレスラーは振り回される。
本人は一所懸命だが、端からみたら遊びにしか見えないような、幼稚で無茶な企画を次々に提案する。一方で浮気を繰り返す夫を必ず許す程の度量の持ち主であり、リング上で戦う虎嶋に凶器を手渡したり、強引にゴングを鳴らして虎嶋の勝利を（勝手に）宣言したりするなど、名コンビ（?）ぶりを見せた。
力皇丸
故人。大和プロレス創設者にして、ジャイアント安藤、マーベラス虎嶋の恩師であるプロレス界の偉人。賭けプロレスの胴元であったヤクザの怒りに触れ、引退試合前日にキャバレーのトイレで射殺されるという非業の最期を遂げる。モデルは力道山。

## 単行本
1. ISBN 978-4-0918-6411-6 2002年2月1日 初版発行
2. ISBN 978-4-0918-6412-3 2002年2月1日 初版発行
3. ISBN 978-4-0918-6413-0 2003年4月1日 初版発行
4. ISBN 978-4-0918-6414-7 2004年1月1日 初版発行
5. ISBN 978-4-0918-6415-4 2004年12月1日 初版発行
6. ISBN 978-4-0918-6416-1 2005年10月1日 初版発行
7. ISBN 978-4-0918-0324-5 2006年6月1日 初版発行
8. ISBN 978-4-0918-0637-6 2006年10月1日 初版発行